# XigmaNAS
XigmaNAS, appelé NAS4Free jusqu'en 2018, est une distribution open source du système FreeBSD pour monter un serveur NAS, permettant de partager le stockage d'un ordinateur au sein d'un réseau.

## Aspects techniques
Ce système permet le partage de ressources en réseau avec d'autres machines équipées de systèmes d'exploitation MS Windows, Apple et UNIX / Linux. Cette version du système FreeBSD est spécifiquement adaptée aux besoins de périphériques embarqués afin de créer un serveur NAS (Network-Attached Storage).
Toutes les interactions avec le serveur se font via une interface de gestion Web.
NAS4Free est disponible en deux versions pour les machines à base de i386 et x86-64. Il peut être installé sur tout type de support de stockage comme une carte Compact Flash, une clé USB, un disque SSD, un disque dur ou tout type de périphérique amovible ou fixe.

## Histoire
À l'origine NAS4Free est la continuation de FreeNAS finalement cédé à une société commerciale, il est un fork du projet initial et est entièrement open source.
En juillet 2018, le projet change de nom pour devenir XigmaNAS. La dernière version est sortie le 11 juillet 2018 et il s'agit de la version 11.2.0.4.5748.

## Services et protocoles pris en charge
Voici la liste des services et protocoles pris en charge par Free4NAS, :

### Les services dédié aux périphériques de stockage
- ZFS v28 (RAIDZ, RAIDZ2 et RAIDZ3) RAID logiciel (0,1,5)[5] ;
- Chiffrement de disque ;
- rapports SMART / e-mail.

### Les protocoles réseau implémentés
- CIFS (samba) ;
- FTP ;
- NFS ;
- TFTP ;
- AFP ;
- RSYNC ;
- Unison ;
- iSCSI ;
- Syncthing (Bloc Exchange Protocol) ;
- HAST (en) ;
- CARP ;
- Bridge ;
- UPnP ;
- BitTorrent.